# Zenodorus microphthalmus
Zenodorus microphthalmus es una especie de araña saltarina del género Zenodorus, familia Salticidae. Fue descrita científicamente por L. Koch en 1881.
Habita en el Pacífico.